# Đồng(II) sulfide
Đồng(II) sulfide, hay đồng monosulfide, là một hợp chất hóa học của đồng và lưu huỳnh. Nó hiện diện trong tự nhiên với màu đen chàm xanh covellit, là một chất dẫn điện trung bình. Kết tủa keo màu đen của CuS được hình thành khi hydro sulfide, H2S, được sục qua dung dịch muối Cu(II). Đây là một trong những hợp chất nhị phân của đồng và lưu huỳnh (sulfide đồng) thu hút sự quan tâm của người sử dụng vì nó có thể được dùng để làm chất xúc tác và quang điện.

## Sản xuất
Đồng(II) sulfide có thể được điều chế bằng cách đưa khí hydro sulfide vào trong dung dịch muối đồng(II).
Ngoài ra, nó có thể được điều chế bằng cách làm tan lưu huỳnh bằng đồng(I) sulfide hoặc bằng cách kết tủa với hydro sulfide từ dung dịch đồng(II) chloride khan trong etanol khan. Phản ứng của natri sulfide với dung dịch đồng(II) sunfat cũng sẽ tạo ra đồng(II) sulfide.